# Meniscoessus
Meniscoessus és un gènere extint de mamífers multituberculats de la família dels cimolòmids que visqueren a Nord-amèrica durant el Cretaci superior, fa entre 66 i 85,8 milions d'anys. Se n'han trobat restes fòssils al Canadà i els Estats Units. Les espècies d'aquest grup es trobaven entre els representants més grossos de la seva família, amb el crani de més o menys 70 mm de llargada. La segona dent incisiva superior (I2) era molt robusta i estava dotada de tres cúspides. Els forats incisius de les premaxil·les eren de dimensions molt considerables.